# Gamay noir
De Gamay is een blauw druivenras dat voor de productie van wijn wordt gebruikt. Uit DNA-onderzoek is gebleken dat dit ras een kruising is van de Franse Pinot noir en de Oostenrijkse, inheemse druif  Heunisch Weiss.  De opbrengst per aangeplante hectare is vrij hoog en ligt veelal tussen de 100 en 200 hectoliter.

## Geschiedenis
Al in de 14e eeuw is de Gamay als gecultiveerde variant bekend geworden vanuit het plaatsje Gamay, gelegen 10 kilometer ten zuidwesten van de stad Beaune. De Gamay betekende door de hoge opbrengsten een bedreiging voor de delicate en gevoelige Pinot noir. Om die reden, met als motivatie “schadelijk voor de gezondheid”, is de druif door hertog Filips de Stoute in 1395 uit Bourgondië verbannen.

### Gebieden
Vooral de bekende Beaujolais uit de gelijknamige streek wordt van deze druif gemaakt. In de Bourgogne wordt de druif gebruikt voor de rode wijnen van de Mâconnais, waar ze soms ook vermengd wordt met de Pinot noir. De wijn uit dit mengsel heet dan Bourgogne Passetoutgrain. Rondom Tours, in de Loirevallei, kan er ook met succes wijn van gemaakt worden, zij het op kleine schaal. In andere Franse wijnbouwstreken kan zij meestal geen goede wijn voortbrengen.
In Zwitserland komt deze druif voor in de kantons Vaud, Valais en Genève en vormt daar samen met de Pinot noir de bekende rode wijn de "Dole". Verder wordt de Gamay verbouwd in landen als Servië, Kosovo, Noord-Macedonië, Israël, Libanon en Turkije.

### Kenmerken
De druif is een sterke groeier. Naarmate de wijnstok ouder wordt, worden de uitlopers steeds minder intensief geleid. Typisch voor de smaak van Gamay-wijnen is de uitgesproken fruitigheid, alsmede tonen van kersen en frambozen.
In de Beaujolais voelt de druif zich in haar element op het graniet en de zanderige bodem.
Op zurige gronden kan de druif nog wijnen van betekenis maken. Juist daar wordt de natuurlijke hoge zuurgraad van de druif verzacht. Op alkalische gronden kan de druif alleen tot bijzondere wijn komen middels de macération carbonique. Zoals dat gaat bij Beaujolais Primeur.

### Synoniemen[1]
- Bargogna
- Beaujolais
- Beuna di Susa
- Biaune Gamaise
- Black Gamet
- Blauer Gamet
- Borgogna
- Borgogna Black
- Borgogna Blaue
- Borgonja
- Borgonja Crna
- Borgonja Istarska
- Bourgignon
- Bourguignon Noir
- Burgundi Kek
- Burgundi Nagyszemu
- Carcairone
- Chambonat
- Complant de Lune
- Crna Borgonja
- Erice Noir
- Ericey du Acher
- Gamai
- Gamai Chatillon
- Gamai de Montagne
- Gamai Noir
- Gamai Rond
- Gaman de Liverdun
- Gamay
- Gamay a Jus Blanc
- Gamay Beaujolais
- Gamay Black
- Gamay Charmont

- Gamay Crni
- Gamay  d'Arcenant
- Gamay d'Auvergne
- Gamay d'Orleans
- Ggamay de Caudoz
- Gamay de Gien
- Gamay de la Dole
- Gamy de la Meurthe
- Gamay de Liverdun
- Gamay de Saint Romain
- Gamay de Sainte Foix
- Gamay de Toul
- Gamay de Vaux
- Gamay du Beaujolais
- Gamay du  Gatinais
- Gamay Labronde
- Gamay Nero
- Gamay Noir à Jus Blanc
- Gamay Ovoide
- Gamay Petit
- Gamay Piccolo Nero
- Gamay Piccolo
- Gamay Plant Robert
- Gamay Rond
- Gamay Sainte-Foix
- Gamay Thomas
- Gambonnin
- Game
- Game Bozhole
- Game Burgundskii
- Game Chernyi
- Game Cornii

- Game Crni
- Game Krasnaya
- Game Krasnyi
- Game Nuar
- Game Ruzh
- Gamet
- Gamet Blauer
- Gamw Pikkolo Nero
- Gara Game
- Garcairone
- Gros Gamai
- Grosse Dole
- Kek Gamay
- Liverdun Blau
- Liverdun Grand
- Lyonnais
- Lyonnaiase du Jonchay
- Marvandiot
- Melon Gross Blau
- Melon Noir
- Melonentraube Schwarz
- Nagyburgundi Kek
- Nicola
- Olivette Beaujolaise
- Petit Bourguignon
- Petit Gamai
- Petit Gamay
- Petit Rondelet
- Petite Lyonnaise
- Piccolo Gamay
- Plant Charmenton
- Plant Charmeton

- Plant Chartaignet
- Plant Chatillon
- Plant d'Argenant
- Plant d'Evelles
- Plant d'Hery
- Plant de Bevy
- Plant de la Treille
- Plant de Labronde
- Plant de Limagne
- Plant de Magny
- Plant de Malin
- Plant de Montlambert
- Plant des Carmes
- Plant Montagny-Sous-Beaune
- Plant Monternier
- Plant Nikolas
- Plant Picard
- Plant Robert
- Plant Tondo
- Plant Tondu
- Pti Game
- Saumorille
- Schwarze Melonentraube
- Sulzzentaler Blau
- Verdunois